# イヴリン・ヴェナブル
イヴリン・ヴェナブル（Evelyn Venable, 1913年10月18日 - 1993年11月15日）は、アメリカ合衆国の女優、声優。オハイオ州シンシナティ出身。夫は撮影監督のハル・モーア。祖父は作家・教師のウィリアム・ヘンリー・ヴェナブル。

## 経歴
シンシナティ大学卒業。1932年に映画デビュー。声優としては『ピノキオ』のブルー・フェアリーが有名。1943年に女優を引退。1993年11月15日に癌のため、アイダホ州コー・ダリーンで死去。
映画産業への貢献により、ハリウッド・ウォーク・オブ・フェームのVine Street1500番地に星が刻まれた。

## 主な出演作品
- Get It （1943年）
- He Hired the Boss （1940年）
- Lucky Cisco Kid （1940年）
- ピノキオ Pinocchio （1940年）
- The Headleys at Home （1939年）
- Heritage of the Desert （1938年）
- Hollywood Stadium Mystery （1938年）
- Female Fugitive （1938年）
- The Frontiersman （1938年）
- My Old Kentucky Home （1937年）
- 世紀の逃亡者 Racketeers in Exile （1937年）
- North of Nome （1937年）
- Happy-Go-Lucky （1936年）
- Star for a Night （1935年）
- 乙女よ嘆くな Alice Adams （1935年）
- 小聯隊長 The Little Colonel （1935年）
- The County Chairman （1935年）
- Streamline Express （1935年）
- Harmony Lane （1935年）
- Vagabond Lady （1934年）
- キャベツ畑のおばさん Mrs. Wiggs of the Cabbage Patch （1934年）
- 明日なき抱擁 Death Takes a Holiday （1934年）
- Double Door （1934年）
- David Harum （1933年）
- ゆりかごの唄 Cradle Song （1933年）